# カナダ時間

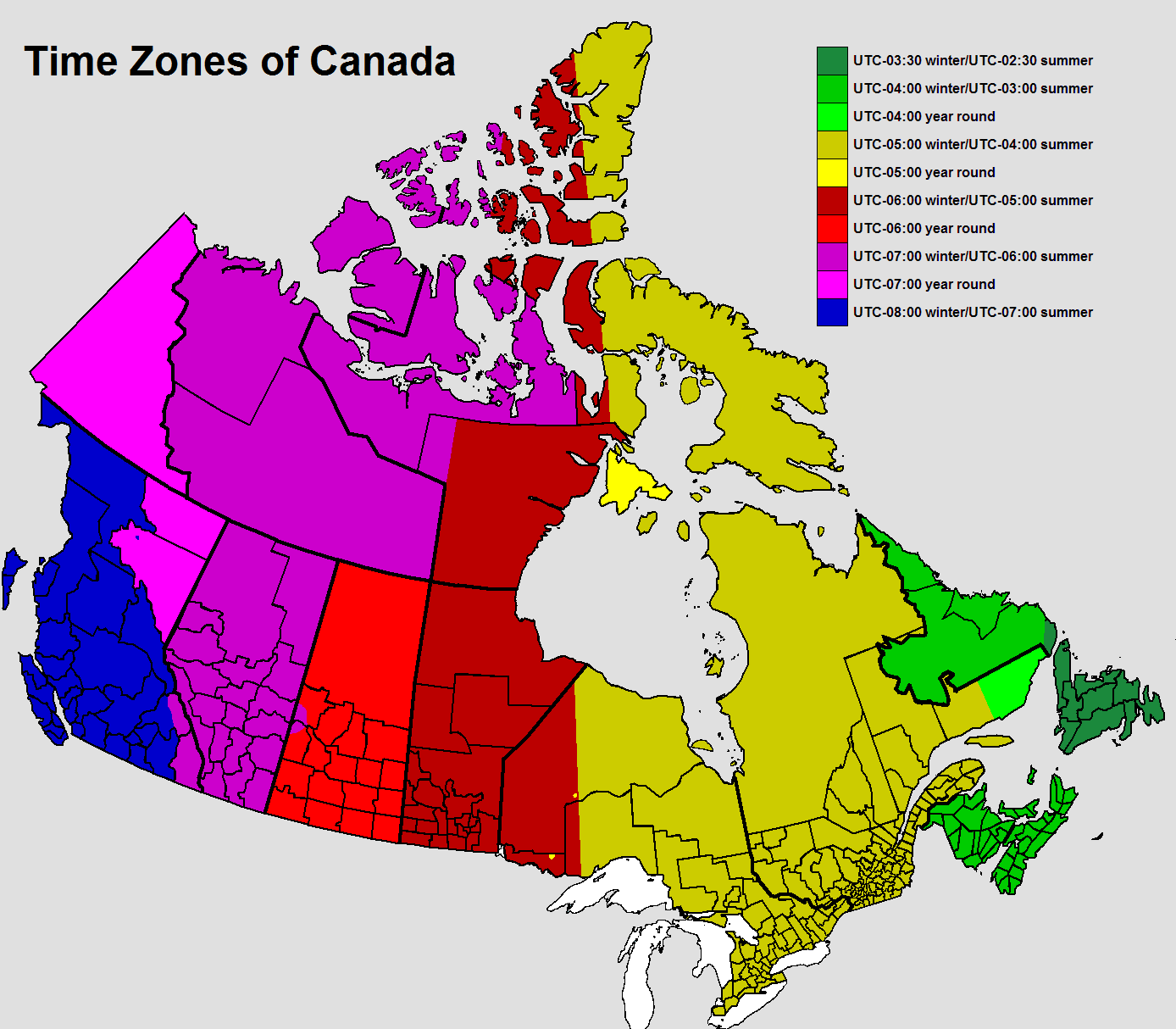
カナダのタイムゾーン（■:UTC-8～■：UTC-3.5）

カナダでは現在6つの標準時（UTC -3.5 ～ -8）が使用されている。夏時間の実施状況は州によって異なる。

## 時間帯

### 太平洋標準時
- 太平洋標準時 PST UTC-8と太平洋夏時間 PDT UTC-7
  - ブリティッシュコロンビア州 （ほぼ全域）
- 太平洋標準時 PST UTC-8通年
  - ノースウェスト準州
    - タングステン（英語版）
- 太平洋夏時間 PDT UTC-7（通年使用）
  - ユーコン準州

### 山岳部標準時
- 山岳部標準時 MST UTC-7通年
  - ブリティッシュコロンビア州（北東部）
    - ピースリバー地域、ノーザン・ロッキーズ地域

  - ブリティッシュコロンビア州（南東部）
    - クレストン（英語版）
- 山岳部標準時 MST UTC-7と山岳部夏時間 MDT UTC-6
  - アルバータ州
  - ブリティッシュコロンビア州（南東部）
  - ノースウェスト準州（タングステンを除く）
  - ヌナブト準州（ヌナブト時間を参照）
  - サスカチュワン州（サスカチュワン時間を参照）
    - ロイドミンスター

### 中部標準時
- 中部標準時 CST UTC-6と中部夏時間 CDT UTC-5
  - マニトバ州
  - サスカチュワン州
    - クレイトン（英語版）（非公式）

  - ヌナブト準州（中部）
  - オンタリオ州（一部地域を除く北西部）
- 中央標準時 CST UTC-6通年
  - サスカチュワン州（ほぼ全域）

### 東部標準時
- 東部標準時 EST UTC-5と東部夏時間 EDT UTC-4
  - ヌナブト準州（東部）
  - オンタリオ州（ほぼ全域）
  - ケベック州（ほぼ全域）
- 東部標準時 EST UTC-5通年
  - ヌナブト準州
    - サウサンプトン島

  - オンタリオ州（西部の一部地域）

### 大西洋標準時
- 大西洋標準時 AST UTC-4通年
  - ケベック州（東部の一部地域）
- 大西洋標準時 AST UTC-4と大西洋夏時間 ADT UTC-3
  - ニューファンドランド・ラブラドール州
    - ラブラドール地方（南東部を除く）

  - ニューブランズウィック州
  - ノバスコシア州
  - プリンスエドワードアイランド州
    - プリンスエドワード島

### ニューファンドランド標準時
- ニューファンドランド標準時 NST UTC-3:30とニューファンドランド夏時間 NDT UTC-2:30
  - ニューファンドランド・ラブラドール州
    - ニューファンドランド島
    - ラブラドール地方（南東部）

## IANA time zone database
IANA time zone databaseのzone.tabには、カナダの標準時として以下の28の時間帯が含まれている。
| 国コード | 座標            | TZ                    | 注釈                                                     | 協定世界時との差 | 夏時間 | 備考 |
| -------- | --------------- | --------------------- | -------------------------------------------------------- | ---------------- | ------ | ---- |
| CA       | +484531−0913718 | America/Atikokan      | EST - ON（アティコーカン）、NU（コーラル・ハーバー）     | −05:00           | −05:00 |      |
| CA       | +5125−05707     | America/Blanc-Sablon  | AST - QC（ローワー・ノース・ショア）                     | −04:00           | −04:00 |      |
| CA       | +690650−1050310 | America/Cambridge_Bay | Mountain - NU（西部）                                    | −07:00           | −06:00 |      |
| CA       | +4906−11631     | America/Creston       | MST - BC（クレストン）                                   | −07:00           | −07:00 |      |
| CA       | +6404−13925     | America/Dawson        | MST - Yukon（西部）                                      | −07:00           | −07:00 |      |
| CA       | +5946−12014     | America/Dawson_Creek  | MST - BC（ドーソン・クリーク、フォート・セント・ジョン） | −07:00           | −07:00 |      |
| CA       | +5333−11328     | America/Edmonton      | Mountain - AB、BC（東部）、SK（西部）                    | −07:00           | −06:00 |      |
| CA       | +5848−12242     | America/Fort_Nelson   | MST - BC（フォート・ネルソン）                           | −07:00           | −07:00 |      |
| CA       | +4612−05957     | America/Glace_Bay     | Atlantic - NS（ケープ・ブレトン）                        | −04:00           | −03:00 |      |
| CA       | +5320−06025     | America/Goose_Bay     | Atlantic - Labrador（ほとんどの地域）                    | −04:00           | −03:00 |      |
| CA       | +4439−06336     | America/Halifax       | Atlantic - NS（ほとんどの地域）、PE                      | −04:00           | −03:00 |      |
| CA       | +682059−1334300 | America/Inuvik        | Mountain - NT（西部）                                    | −07:00           | −06:00 |      |
| CA       | +6344−06828     | America/Iqaluit       | Eastern - NU（東部の大部分）                             | −05:00           | −04:00 |      |
| CA       | +4606−06447     | America/Moncton       | Atlantic - New Brunswick                                 | −04:00           | −03:00 |      |
| CA       | +4901−08816     | America/Nipigon       | Eastern - ON、QC（1967-73夏時間なし）                    | −05:00           | −04:00 |      |
| CA       | +6608−06544     | America/Pangnirtung   | Eastern - NU（パンナータング）                           | −05:00           | −04:00 |      |
| CA       | +4843−09434     | America/Rainy_River   | Central - ON（レイニーリバー、フォートフランシス）       | −06:00           | −05:00 |      |
| CA       | +624900−0920459 | America/Rankin_Inlet  | Central - NU（中部）                                     | −06:00           | −05:00 |      |
| CA       | +5024−10439     | America/Regina        | CST - SK（ほとんどの地域）                               | −06:00           | −06:00 |      |
| CA       | +744144−0944945 | America/Resolute      | Central - NU（レゾリュート）                             | −06:00           | −05:00 |      |
| CA       | +4734−05243     | America/St_Johns      | ニューファンドランド島、ラブラドール地方（南東部）       | −03:30           | −02:30 |      |
| CA       | +5017−10750     | America/Swift_Current | CST - SK（中西部）                                       | −06:00           | −06:00 |      |
| CA       | +4823−08915     | America/Thunder_Bay   | Eastern - ON（サンダーベイ）                             | −05:00           | −04:00 |      |
| CA       | +4339−07923     | America/Toronto       | Eastern - ON、QC（ほとんどの地域）                       | −05:00           | −04:00 |      |
| CA       | +4916−12307     | America/Vancouver     | Pacific - BC（ほとんどの地域）                           | −08:00           | −07:00 |      |
| CA       | +6043−13503     | America/Whitehorse    | MST - Yukon（東部）                                      | −07:00           | −07:00 |      |
| CA       | +4953−09709     | America/Winnipeg      | Central - ON（西部）、Manitoba                           | −06:00           | −05:00 |      |
| CA       | +6227−11421     | America/Yellowknife   | Mountain - NT（中部）                                    | −07:00           | −06:00 |      |